# Frankrikes MotoGP 2006
Frankrikes MotoGP 2006 var ett race som kördes på Circuit Bugatti.

## MotoGP
Loppet vanns av Marco Melandri, efter att Valentino Rossi drabbats av ett maskinfel i en överlägsen ledning. Världsmästaren rasade i tabellen, och såg ut att få problem att försvara titeln. Plötsligt såg Melandri ut som en utmanare till titeln.

### Resultat
| Plats | Förare            | Märke    | Grid | Kvaltid  |
| ----- | ----------------- | -------- | ---- | -------- |
| 1     | Marco Melandri    | Honda    | 5    | 1.34,795 |
| 2     | Loris Capirossi   | Ducati   | 6    | 1.34,802 |
| 3     | Dani Pedrosa      | Honda    | 1    | 1.33,990 |
| 4     | Casey Stoner      | Honda    | 11   | 1.35,430 |
| 5     | Nicky Hayden      | Honda    | 10   | 1.34,988 |
| 6     | Colin Edwards     | Yamaha   | 9    | 1.34,970 |
| 7     | Makoto Tamada     | Honda    | 13   | 1.36,058 |
| 8     | Sete Gibernau     | Ducati   | 8    | 1.34,870 |
| 9     | Toni Elías        | Honda    | 16   | 1.36,582 |
| 10    | Chris Vermeulen   | Suzuki   | 12   | 1.35,705 |
| 11    | Carlos Checa      | Yamaha   | 14   | 1.36,260 |
| 12    | Shinya Nakano     | Kawasaki | 2    | 1.34,201 |
| 13    | Alex Hofmann      | Ducati   | 18   | 1.37,267 |
| 14    | James Ellison     | Yamaha   | 17   | 1.37,019 |
| 15    | John Hopkins      | Suzuki   | 3    | 1.34,636 |
| 16    | José Luis Cardoso | Ducati   | 19   | 1.37,812 |
| 17    | Valentino Rossi   | Yamaha   | 7    | 1.34,840 |
| 18    | Kenny Roberts Jr. | KR-Honda | 15   | 1.36,501 |
| 19    | Randy de Puniet   | Kawasaki | 4    | 1.34,780 |